# Liste des souverains de Frise orientale

Armoiries de la Frise orientale.

Cet article recense les souverains de Frise orientale.

## Généralités
Les comtes et princes de Frise orientale de la maison Cirksena descendent d'une lignée de chefs frisons de Greetsiel. Le comté apparait lorsque l'empereur Frédéric III élève Ulrich Ier, le fils d'un chef local, au titre de comte en 1464.
En 1654, les Cirksena sont élevés au rang de princes.
En 1744, Charles Edzard, dernier souverain de la maison de Cirksena, meurt sans descendance. Le comté passe aux mains du roi Frédéric II de Prusse.

## Liste
| Portrait | Nom                                                  | Règne       | Notes |
| --- | ---------------------------------------------------- | ----------- | --- |
| | Ulrich Ier (vers 1408 - 1466)                        | 1464 – 1466 | Seigneur de Frise orientale depuis 1441, élevé au rang de comte par l'empereur Frédéric III en 1464. |
| 1466-1491 : régence de Theda Ukena, veuve d'Ulrich Ier, au nom de son fils aîné Ennon Ier.                                   |                                                      |             | |
| Ennon Ier | Ennon Ier (1er juin 1460 - 19 février 1491)          | 1466 – 1491 | Fils aîné d'Ulrich Ier et de Theda Ukena. Se désintéresse du pouvoir, ce qui permet à sa mère de continuer à l'exercer. Meurt sans descendance. |
| Edzard Ier | Edzard Ier (1461 - 14 février 1528)                  | 1491 – 1528 | Deuxième fils d'Ulrich Ier et de Theda Ukena. |
| Ennon II | Ennon II (1505 - 24 septembre 1540)                  | 1528 – 1540 | Fils aîné d'Edzard Ier et d'Élisabeth de Rietberg. |
| Jean Ier | Jean Ier (1506 - 1572)                               | 1528 – 1540 | Deuxième fils d'Edzard Ier et d'Élisabeth de Rietberg, règne conjointement avec son frère aîné Ennon II. Lorsque celui-ci meurt, il entre en conflit avec sa veuve Anne d'Oldenbourg concernant la succession. Il se résigne en 1543 et finit sa vie au service de Charles Quint. |
| 1540-1561 : régence d'Anne d'Oldenbourg, veuve d'Ennon II, au nom de ses fils Edzard II et Jean II.                          |                                                      |             | |
| Jean II | Jean II (29 septembre 1538 - 29 septembre 1591)      | 1561 – 1591 | Troisième fils d'Ennon II et d'Anne d'Oldenbourg. Règne conjointement avec son frère aîné Edzard II. |
| Edzard II | Edzard II (24 juin 1532 - 1er mars 1599)             | 1561 – 1599 | Fils aîné d'Ennon II et d'Anne d'Oldenburg. |
| Ennon III | Ennon III (30 septembre 1563 - 19 août 1625)         | 1599 – 1625 | Fils d'Edzard II et de Catherine de Suède. |
| Rodolphe-Christian | Rodolphe-Christian (2 juin 1602 - 17 avril 1628)     | 1625 – 1628 | Fils aîné d'Ennon III et d'Anne de Holstein-Gottorp. Meurt sans descendance. |
| Ulrich II | Ulrich II (6 juillet 1605 - 1er novembre 1648)       | 1628 – 1648 | Deuxième fils d'Ennon III et d'Anne de Holstein-Gottorp. |
| 1648-1651 : régence de Julienne de Hesse-Darmstadt, veuve d'Ulrich II, au nom de son fils Ennon-Louis.                       |                                                      |             | |
| Ennon-Louis | Ennon-Louis (29 octobre 1632 - 4 avril 1660)         | 1651 – 1660 | Fils aîné d'Ulrich II et de Julienne de Hesse-Darmstadt. Élevé au rang de prince en 1654. Meurt sans laisser d'héritier mâle. |
| Georges-Christian | Georges-Christian (6 février 1634 - 6 juin 1665)     | 1660 – 1665 | Deuxième fils d'Ulrich II et de Julienne de Hesse-Darmstadt. |
| 1665-1690 : régence de Christine-Charlotte de Wurtemberg, veuve de Georges-Christian, au nom de son fils Christian-Eberhard. |                                                      |             | |
| Christian-Eberhard | Christian-Eberhard (1er octobre 1665 - 30 juin 1708) | 1690 – 1708 | Fils de Georges-Christian et de Christine-Charlotte de Wurtemberg. |
| Georges-Albert | Georges-Albert (13 juin 1690 - 12 juin 1734)         | 1708 – 1734 | Fils de Christian-Eberhard et d'Eberhadine-Sophie d'Oettingen-Oettingen. |
| Charles-Edzard | Charles-Edzard (18 juin 1716 – 25 mai 1744)          | 1734 – 1744 | Fils de Georges-Albert et de Sophie-Caroline de Brandebourg-Kulmbach. Meurt sans descendance. |